# Векленко Михайло Васильович
Михайло Васильович Векленко (27 вересня 1906, село Колонтаїв, тепер Богодухівського району Харківської області — 4 січня 1963, місто Київ) — український радянський діяч, голова Полтавського міськвиконкому.

## Життєпис
Народився в бідній селянській родині. Після закінчення школи працював на відповідальній комсомольській та радянській роботі.
Член ВКП(б) з 1927 року.
З 1927 року — на керівних господарських та радянських посадах на Харківщині.
З січня 1932 року служив у Червоній армії.
З липня 1934 по грудень 1937 року — начальник Кишеньківського районного відділу УДБ НКВС Харківської області.
До серпня 1941 року — секретар виконавчого комітету Полтавської обласної ради депутатів трудящих. Під час німецько-радянської війни перебував в евакуації.
14 грудня 1944 — 1945 року — заступник голови виконавчого комітету Полтавської обласної ради депутатів трудящих.
З травня 1945 по 1946 рік — слухач відділення обласних працівників Республіканської партійної школи при ЦК КП(б)У в Києві.
У 1946 — 31 січня 1950 року — голова виконавчого комітету Полтавської міської ради депутатів трудящих.
З 1949 до січня 1963 року — заступник керуючого справами Ради міністрів Української РСР.
Помер 4 січня 1963 року після важкої хвороби в місті Києві.

## Звання
- сержант державної безпеки (23.02.1936)
- старший лейтенант адміністративної служби

## Нагороди
- орден «Знак Пошани» (23.01.1948)
- медаль «За перемогу над Німеччиною у Великій Вітчизняній війні 1941—1945 рр.»
- медалі